# Rutland
Rutland – hrabstwo ceremonialne i historyczne oraz jednostka administracyjna typu unitary authority w środkowej Anglii, w regionie East Midlands.
Powierzchnia hrabstwa wynosi 382 km², a liczba ludności – 38 606 (2016). Rutland jest najmniejszym spośród historycznych hrabstw Anglii oraz jednym z najmniejszych hrabstw ceremonialnych (mniejsze są tylko City of London, City of Bristol oraz Isle of Wight). Na terenie hrabstwa znajdują się dwa miasta – Oakham, będące ośrodkiem administracyjnym, oraz Uppingham.
Hrabstwo ma charakter wiejski, a w przeszłości na jego obszarze znajdował się słabo zaludniony las dębowy. Pierwsza wzmianka o Rutland jako samodzielnym hrabstwie pochodzi z 1159 roku.
W środkowej części hrabstwa znajduje się Rutland Water, największe pod względem powierzchni sztuczne jezioro w Anglii, zbudowane w latach 70. XX wieku.
Rutland graniczy z hrabstwem Leicestershire na zachodzie i północnym zachodzie, z Lincolnshire na wschodzie i północnym wschodzie oraz z Northamptonshire na południu.